# رقابة لاحقة
 رقابة لاحقة: هي الرقابة المالية التي تُجرى بعد حدوث الواقعة للأنشطة الإدارية والمالية. فهي التي تكون بعد عملية صرف المبلغ المالي، وهي الأساليب التي تركز على مخرجات الأنشطة التنظيمية بعد الانتهاء من عملية التشغيل  أي تركز علي المنتج النهائي، وتكون هذه الرقابة عادة في الجهات الحكومة من قبل هيئة حكومية مسئولة عن هذا النوع من الرقابة مثل الديوان العام للمحاسبة في المملكة العربية السعودية. من الناحية القانونية يمكن تعريفها بانها رقابة تقوم على مراقبة النشاط التشريعي عن طريق إلغاء القوانين والتشريعات المخالفة للدستور بعد صدور هذه القوانين والتشريعات وفي الغالب ماتخصص في هذا النوع من الرقابة هيئة قضائية مستقلة.

## الفرق بين الرقابة السابقة والرقابة اللاحقة
المقصود بالرقابة السابقة هو التدقيق والتفصيل في جودة وجدوى ونجاعة كل عمل إداري مقرر لينجز لاحقًا ويتطلب تظافر العوامل المادية والبشرية والتقنية لبلورة رؤية واضحة وشاملة لمستقبل العمل الإداري المنشود، في حين أن الرقابة اللاحقة تتمثل بالأساس في تقييم العمل الإداري في حد ذاته وبيان عيوبه ونقائصه لذلك يكون عاملا أساسيا وفاعلا في التخطيط للأعمال اللاحقة.